# Sepotong
Sepotong is een bestuurslaag in het regentschap Bengkalis van de provincie Riau, Indonesië. Sepotong telt 2394 inwoners (volkstelling 2010).